# Tarnaszentmária
Tarnaszentmária è un comune dell'Ungheria di 296 abitanti (dati 2001). È situato nella contea di Heves.